# Monte Tallac
Il Monte Tallac (2.968 m s.l.m.) è un picco montuoso a sudovest del Lago Tahoe, nella contea di El Dorado, California. Il picco giace con la Desolation Wilderness sulla Eldorado National Forest. Una "croce di neve" è chiaramente visibile sul volto della montagna durante i mesi estivi e invernali.

## Collegamenti
- Template:Cite gnis
- Mount Tallac, su summitpost.org. URL consultato il 20 gennaio 2009.
- Desolation Wilderness: Trail Destinations, su Lake Tahoe Basin Management Unit, United States Forest Service. URL consultato il 15 gennaio 2010.